# Orsolya Takács
Orsolya Takács, född 20 maj 1985 i Budapest, är en ungersk vattenpolospelare. Hon ingick i Ungerns landslag vid olympiska sommarspelen 2008, 2012 och 2016.
Takács spelade fem matcher i damernas vattenpoloturnering i samband med de olympiska vattenpolotävlingarna 2008 i Peking där Ungern kom på fjärde plats. Hon gjorde sedan ett mål i damernas vattenpoloturnering i samband med de olympiska vattenpolotävlingarna 2012 i London där Ungern återigen kom på fjärde plats.
Takács tog VM-guld 2005 i Montréal.